# Markus Fischer (Regisseur)
Markus Fischer (* 29. Juli 1953 in Zürich) ist ein Schweizer Regisseur, Filmproduzent, Komponist und Drehbuchautor.

## Leben
Fischer absolvierte seine erste Ausbildung in der grafischen Industrie. Er trat in jungen Jahren als Komponist, Musiker und Sänger in Erscheinung. Ab 1975 unternahm er längere Reisen nach Mittelamerika und in die USA. Anschliessend arbeitete er als Assistent in den Bereichen Regie, Kamera, Schnitt und Ton bei diversen Spielfilmproduktionen. Seit 1978 ist Fischer als Produzent, Co-Produzent, Drehbuchautor, Regisseur und manchmal als Filmmusikkomponist tätig. Er arbeitet(e) als Dozent an der ZHdK Zürich (Studiengang Film) und HKB (Hochschule der Künste Bern, Abt Schauspiel). Er lebt in Zürich und Berlin.
1985 erfolgte die Gründung der Boa Filmproduktion AG. 2005 gründete er die Snakefilm GmbH mit Sitz in Zürich, welche in den Bereichen Kinospielfilm, Fernsehspiel und Co-Produktionen mit Deutschland tätig ist. Fischer ist Mitglied des ARF, des Regieverbands der Schweiz (ARF).
Fischer war viele Jahre auch in Deutschland als Regisseur und Drehbuchautor tätig. Für Bavaria Film realisierte er mehrere Tatorte (BR und WDR) und arbeitete für ARD, ZDF, Sat1 und RTL (TV-Movies).
Zu den erfolgreichsten Produktionen Fischers gehören die SRF-Krimi-Reihe «Hunkeler», nach den Romanen von Hansjörg Schneider, sowie 7 Staffeln der erfolgreichen SFR-Serie Der Bestatter mit Mike Müller in der Titelrolle. Die Serie war bei SRF ein Grosserfolg, es war eine der ersten Schweizer Produktionen, die Netflix in Lizenz übernommen hat. Auch zwei preisgekrönte Tanzfilme gehören zu seinen Arbeiten. Im Kinobereich inszenierte Fischer u. a. Zimmer 36 (mit Anne-Marie Blanc), Brandnacht (mit Bruno Ganz) oder Marmorera (mit Anatole Taubman). Fischer hat im Sommer 2020 in Ungarn und im Emmental eine Kinoversion von Gotthelfs Die schwarze Spinne gedreht, nach dem Drehbuch von Plinio Bachmann und Barbara Sommer. Der Film hatte die Schweizer Uraufführung an den Solothurner Filmtagen und war ab März 2022 in den Schweizer Kinos, im Juli 2022 Screening am Festival des fantastischen Films NIFFF Neuchâtel und im September 2022 deutsche Festivalpremiere am Filmfest Schwerin als Wettbewerbsbeitrag.
2023 inszenierte Fischer nach der Erfolgsserie Der Bestatter – der Film Sequel zur gleichnamigen Serie Der Bestatter – Der Film. Kinostart in der Schweiz war am 6. April 2023 (Box Office: 69'001 Eintritte in der Deutschschweiz). Die Serie war auch auf Netflix zu sehen.

## Filmografie (Auswahl)

### Regie
- 1985: Kaiser und eine Nacht
- 1986: Der Nachbar (auch Drehbuch)
- 1987: Zimmer 36 (auch Drehbuch und Produktion)
- 1991: Tatort: Kameraden (Fernsehreihe, auch Drehbuch)
- 1992: Heiss-Kalt (auch Drehbuch)
- 1992: Brandnacht (auch Drehbuch und Schnitt)
- 1993: Tatort: Himmel und Erde
- 1994: Lisa
- 1996: Tatort: Der Spezialist (auch Co-Drehbuch)
- 1996: Tatort: Das Mädchen mit der Puppe
- 1996: Tatort: Die Abrechnung (auch Drehbuch und Musik)
- 1996: Im Rausch der Liebe (auch Drehbuch)
- 1998: Tatort: Streng geheimer Auftrag (auch Drehbuch und Musik)
- 1998: Zucker für die Bestie
- 1999: Rot wie das Blut
- 1999: Todesengel
- 1999: Das rote Strumpfband (auch Musik)
- 2000: Tatort: Trittbrettfahrer (auch Co-Drehbuch)
- 2000–2003: Lüthi und Blanc (auch Drehbuch, 2 Episoden)
- 2002: Big Deal (auch Co-Drehbuch)
- 2002: Feuer oder Flamme (Füür oder Flamme)
- 2003: One Bullet Left (auch Drehbuch und Schnitt)
- 2004: Ich werde immer bei euch sein
- 2004: Hunkeler – Tod einer Ärztin (auch Drehbuch)
- 2006: Süssigkeiten
- 2007: Marmorera (auch Co-Drehbuch)
- 2008: Hunkeler macht Sachen
- 2010: Sechs Tage Angst (auch Ko-Drehbuch)
- 2011: Silberkiesel – Hunkeler tritt ab (auch Produktion)
- 2013: Der Bestatter (Regie 1. Staffel, Prod)
- 2014: Der Bestatter (Prod)
- 2015: Der Bestatter (Prod)
- 2016: Zoé & Julie – Hidden Marks (auch Drehbuch)
- 2016: Der Bestatter (Prod)
- 2017: Der Bestatter (Prod)
- 2018: Der Bestatter (Prod)
- 2019: Der Bestatter (Prod)
- 2020: Die schwarze Spinne (Prod/Regie)
- 2023: Der Bestatter – Der Film (Prod/Regie)
- 2025: Behind the Glass (Prod)

## Auszeichnungen
- Mystery-Filmfestival Catholica: Spezialpreis Regie für «Der Nachbar»,
- Regiepreis Alpinale Bludenz für «Der Nachbar»
- Dokumentarfilmfestival Nyon: 2. Wettbewerbspreis für «Finsternis»,
- Prag Crystal und Prix Italia für den Tanzfilm «Passengers» (Choreographie von Richard Wherlock)
- Nominierung für den deutschen Fernsehpreis für «Zucker für die Bestie»
- 2004 Rose d’Or für beste Musik für «One bullet left»
- 2007 SUISA-Preis für die beste Filmmusik: Marmorera
- 2007 Filmfestival Málaga: bester Film und beste Kamera für «Marmorera»
- 2011 Schweizer Fernsehfilmpreis für «Hunkeler und der Fall Livius»
- 2023 Best Direktor Papa Historic Filmfestival Hungary «The Black Spider»
- 2023 Best Direktor Fantaspoa – International Fantastic Film Festival of Porto Alegre «The Black Spider»